# Brackel (distretto urbano di Dortmund)
Brackel è uno dei 12 distretti urbani (Stadtbezirk) della città tedesca di Dortmund.

## Suddivisione
Il distretto urbano di Brackel è suddiviso in quattro distretti statistici (Statistischer Bezirk):
- Asseln
- Brackel
- Wambel
- Wickede